# Robertas Nevecka
Robertas Nevecka, né le 1er avril 1984 à Klaipėda (Lituanie), est un réalisateur, animateur et illustrateur lituanien.

## Biographie
Robertas Nevecka naît le 1er avril 1991 à Klaipėda (Lituanie).
Il est diplômé de l'Académie lituanienne de musique et de théâtre avec un master en cinématographie et réalisation en 2007.
Robertas Nevecka réalise des films, films d'animation et des vidéos musicales, illustre des pochettes d'album pour des groupes underground et publie régulièrement ses illustrations sur ses réseaux sociaux. Il travaille aussi comme assistant réalisateur sur de nombreux projets de fiction, notamment sur tous les films du réalisateur Vytautas Katkus ou sur les films de la productrice Marija Razgute (M-Films), comme Cherries (réalisé par Vytautas Katkus), Slow réalisé par Marija Kavtaradze.
Entre 2022 et 2023, il publie sur ses réseaux sociaux une vingtaine d'illustrations caricaturales soutenant l'Ukraine.

## Filmographie

### Réalisateur
- 2020 : Snow Shelter / Sniego pastogė (animation / court métrage).
- 2020 : Film Crew in Quarantine / Kino žmonės karantine (animation / court métrage).
- 2014 : The Jungle / Džiunglės (fiction / court métrage).
- 2013 : The Bomb / Bomba (fiction / court métrage).
- 2013 : The Bandit / Banditas (fiction / court métrage).
- 2012 : Curonian Twitch / Kuršių trūkčiojimai (fiction / court métrage).
- 2011 : Street Artist / Gatvės artistas (fiction / court métrage).
- 2011 : A Film About Filming Horses / Filmas apie filmą apie arklius (documentaire / court métrage).
- 2007 : Kuleshovas / Kulešovas (expérimental / court métrage).

### Assistant réalisateur
- 2023 : Slow, long-métrage réalisé par Marija Kavtaradzė, Directrice de la photographie Laurynas Bareiša, produit par Marija Razgute (M-Films).
- 2023 : Nominee, court-métrage réalisé par Birutė Kapustinskaitė, Directeur de la photographie Vytautas Katkus.
- 2023 : 1991, court-métrage réalisé par Linas Žiūra, Directeur de la photographie Ugnius Tuleikis.
- 2022 : Parada, long-métrage réalisé par Titas Laucius, Directrice de la photographie Laurynas Bareiša.
- 2022 : The Poet, long-métrage réalisé par Giedrius Tamoševičius et  Vytautas V. Landsbergis, Directeur de la photographie Vytautas Plukas.
- 2022 : Cherries, court-métrage réalisé par Vytautas Katkus, Directeur de la photographie Simonas Glinskis, produit par Marija Razgute (M-Films).
- 2022 : The Trip, court-métrage réalisé par Jorūnė Greičiūtė, Directeur de la photographie Zbigniev Bartoševič.
- 2021 : Song for a fox, long-métrage réalisé par Kristijonas Vildžiūnas, Directeur de la photographie Jurgis Kmins.
- 2021 : Pilgrim long-métrage réalisé par Laurynas Bareiša, Directeur de la photographie Narvydas Naujalis.
- 2021 : Parking lot, court-métrage réalisé par Jorė Janavičiūtė, Directeur de la photographie Vytautas Katkus.
- 2021 : Techno Mama, court-métrage réalisé par Saulius Baradinskas, Directeur de la photographie Vytautas Katkus.
- 2020 : Places, court-métrage réalisé par Vytautas Katkus.
- 2020 : Dummy, court-métrage réalisé par Laurynas Bareiša.
- 2019 : Community Garden, court-métrage réalisé par Vytautas Katkus.
- 2018 : Family Unit, court-métrage réalisé par Titas Laucius, Directeur de la photographie Zbigniev Bartoševič.
- 2016 : The roots are bitter, court-métrage réalisé par Domas Petronis, Directeur de la photographie Zbigniev Bartoševič.
- 2015 : I'm Twenty Something, court-métrage réalisé par Marija Kavtaradzė, Directeur de la photographie Laurynas Bareiša, produit par Marija Razgute (M-Films)

## Distinctions

### Prix
- Festival international du Film de Vilnius 2013 : Prix du meilleur Premier Film pour Bomba
- Festival du Film Mister Vorky 2020 : Prix du Court-Métrage pour Film Crew in Quarantine
- Festival International du Film de Salerno 2020 : Grand Prix du meilleur film d'Animation au  pour Snow Shelter
- Festival international du film de Tirana 2020 : Prix du Jury du meilleur court métrage d'animation pour Snow Shelter

### Nominations
- Festival du film Nuits noires de Tallinn 2013: Nomination au Prix International du Film Etudiant pour Bomba
- Prix national du Cinéma Lituanien 2015 : Nomination dans la catégorie Meilleur Film Étudiant pour Bomba
- Festival international du Film de Vilnius 2020 : Nomination au Prix du meilleur court-métrage au  pour Snow Shelter
- Prix national du Cinéma Lituanien 2020 : Nomination dans la catégorie Film d'Animation pour Snow Shelter
- Festival International du Film de Brukivka 2021 : Nomination pour le Prix du Jury du meilleur court métrage d'animation pour Snow Shelter
- Prix national du Cinéma Lituanien 2021 : Nomination dans la catégorie Meilleur film d'animation pour Snow Shelter